# The Steidz
The Steidz es una revista digital francesa dedicada al arte contemporáneo, el diseño y la moda y el consumo vanguardista. Con sede virtual en París, la revista nació en 2016 como un blog de arte y de diseño. Dirigida desde sus inicios por Sébastien Maschino, actúa como redactor jefe Maxime Gasnier y al frente del diseño está desde 2020 Élie Quintard. La revista, que da gran importancia a la fotografía desde un diseño innovador de la web, tiene varios colaboradores a tiempo parcial.

## Historia
La revista, que nació como un blog de arte y diseño, se convirtió en 2020 en un magazine online interesado por la estética contemporánea a través de un prisma visual e ideográfico. En efecto, interesada por el arte contemporáneo internacional en general, da cabida tanto al arte de más rabiosa actualidad como al diseño de muebles, de objetos o de ropa, próximos al consumo y la vida cotidiana. Aunque se puede decir que la revista da más relevancia a exposiciones y artistas vinculados con Francia y su capital y los países de su órbita.
La filosofía general del magacín es dar mayor cobertura al arte vivo, que se expone en galerías y exposiciones, con imágenes poderosas y con un texto interpretativo que conecte el arte y el diseño nuevo con las vetas del arte internacional. Da especial tratamiento a instalaciones vanguardistas, la fotografía y el vídeo y el diseño de ropa vanguardista.
De entre los artistas, busca representar a una nueva generación de pintores, nacidos en multitud de puntos del planeta pero vinculados a Francia o los países próximos. No son artistas noveles, porque la revista busca de alguna forma a artistas consagrados y de relieve. Sin embargo, no se interesa por artistas mayores o representados en museos de su centro de interés. Algunos de los artistas que han merecido su atención son Mariko Mori, Philippe Starck, Sam Taylor-Wood, Andreas Gursky, Anish Kapoor, Pierre et Gilles, Shirin Neshat, Damien Hirst, Oleg Kulik, Cecily Brown, Miguel Chevalier, Maurizio Cattelan, Jan Fabre, Takashi Murakami o Matthew Barney, por citar algunos de los más emblemáticos. Algún artículo ha girado en torno a la Figuration narrative o la Figuration libre, especialmente sobre Robert Combas. Maurizio Cattelan, Jeff Koons, Takashi Murakami, Richard Prince Anselm Kiefer, Cindy Sherman, Izumi Kato, Mathilde Denize, Andreas Gursky o Damaris Pan.

## Colectivos
La revista The Steidz presta especial atención al arte del colectivo LGTBI+, siendo referente del arte homosexual en su órbita.